# William Kettner

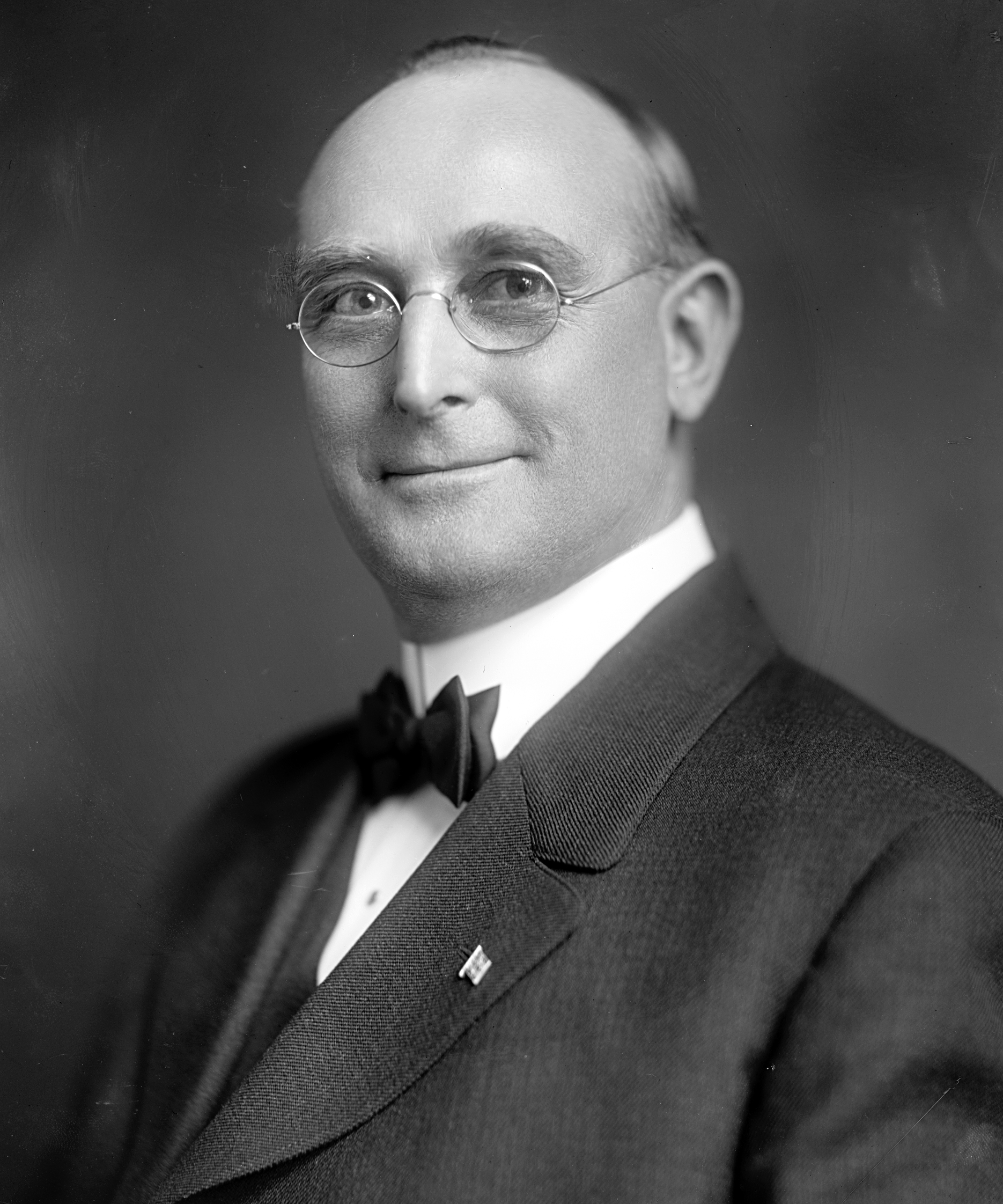
William Kettner

William „Bill“ Kettner (* 20. November 1864 in Ann Arbor, Michigan; † 11. November 1930 in San Diego, Kalifornien) war ein US-amerikanischer Politiker. Zwischen 1913 und 1921 vertrat er den Bundesstaat Kalifornien im US-Repräsentantenhaus.

## Werdegang
Im Jahr 1873 zog William Kettner mit seinen Eltern nach Saint Paul in Minnesota, wo er die öffentlichen Schulen besuchte. 1884 zog er nach Kalifornien, wo er in den Städten Julian, Santa Ana und Visalia im Bergbau, in der Hotelbranche, im Zeitungswesen und in der Versicherungsbranche arbeitete. Im Jahr 1888 schloss er sich der Nationalgarde von Kalifornien an. Gleichzeitig begann er als Mitglied der Demokratischen Partei eine politische Laufbahn. Im Jahr 1900 saß er im Gemeinderat von Visalia. Seit 1907 lebte Kettner in San Diego, wo er in der Versicherungsbranche, im Bankgewerbe und auf dem Immobilienmarkt tätig war. Außerdem war er Mitglied und zeitweise Präsident der Handelskammer von San Diego.
Bei den Kongresswahlen des Jahres 1912 wurde Kettner im damals neu eingerichteten elften Wahlbezirk von Kalifornien in das US-Repräsentantenhaus in Washington, D.C. gewählt, wo er am 4. März 1913 sein neues Mandat antrat. Nach drei Wiederwahlen konnte er bis zum 3. März 1921 vier Legislaturperioden im Kongress absolvieren. Kettner setzte sich im Kongress für den Bau von Marinestützpunkten in San Diego ein. In seine Zeit im Kongress fiel der Erste Weltkrieg. Außerdem wurden in den Jahren 1913 bis 1920 der 16., der 17., der 18. und der 19. Verfassungszusatz ratifiziert. In den Jahren 1916 und 1924 war er Delegierter zu den jeweiligen Democratic National Conventions.
1920 verzichtete William Kettner auf eine weitere Kandidatur. Nach dem Ende seiner Zeit im US-Repräsentantenhaus betätigte er sich wieder in der Versicherungsbranche und im Immobiliengeschäft. Er starb am 11. November 1930 in San Diego. Im zu Ehren wurde 1919 San Diegos erstes Löschboot Bill Kettner getauft. Das erste benzinbetriebene Feuerlöschboot der Welt war bis 1961 im Dienst. 1930 wurde die Arctic Street in San Diego zu Ehren in Kettner Boulevard umbenannt.